# Cliffsend

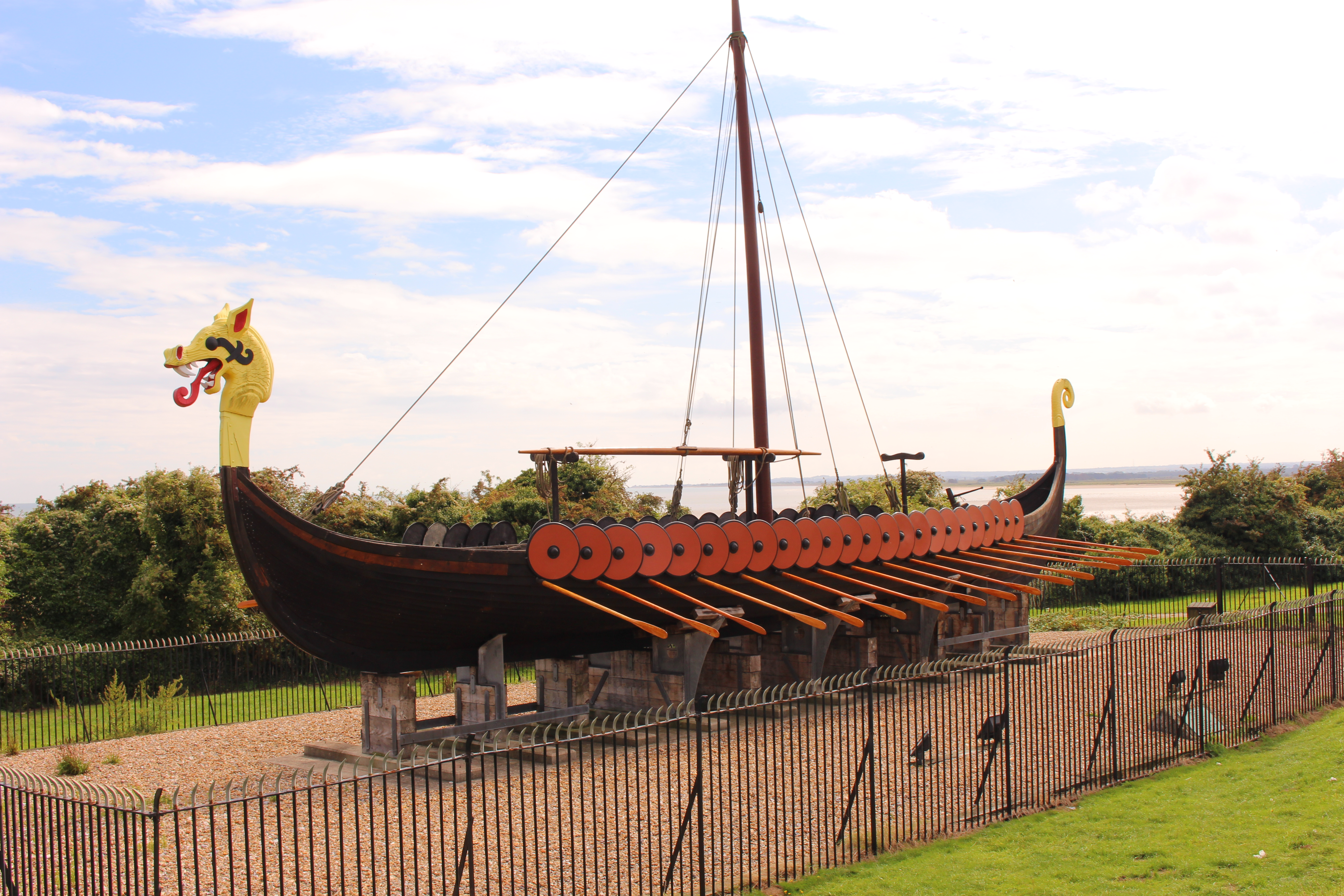
Hugin, copie de vaisseau viking.

Cliffsend est une paroisse civile et un village du Kent, en Angleterre.